# Ганпат Рао Гайквад
Саяджі Рао Гайквад (1816 — 19 листопада 1856) — магараджа Вадодари, старший син Саяджі Рао Гайквада II.